# Florida Panhandle

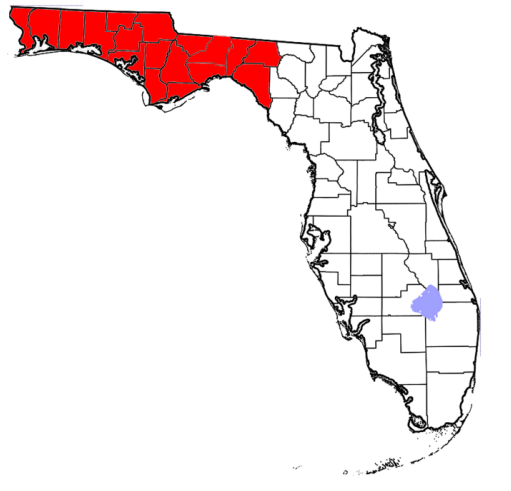
Karta med Florida Panhandle-regionen markerad i rött.

The Florida Panhandle, även känt som West Florida, är en region i delstaten Florida, USA, som innefattar större delen av Floridas nordvästra del. Regionen är ett smalt landområde mellan delstaten Alabama i norr och väster, delstaten Georgia i norr och Mexikanska golfen i söder. Regionens östra gräns är godtyckligt definierad längs några utvalda countygränser och inkluderar delstatshuvudstaden Tallahassee och Big Bend-området.
Panhandle är ett engelskt ord som betyder handtag på en stekpanna eller bunke. I figurativ betydelse står det också för en smal utskjutande del av en geopolitisk enhet, till exempel ett land och som i det här fallet, en delstat. 

## Counties
Följande counties utgör Florida Panhandle:
- Bay County
- Calhoun County
- Escambia County
- Franklin County
- Gadsden County
- Gulf County
- Holmes County
- Jackson County
- Jefferson County
- Leon County
- Liberty County
- Madison County
- Okaloosa County
- Santa Rosa County
- Wakulla County
- Walton County
- Washington County

## Större befolkningscentra
- Apalachicola
- Blountstown
- Callaway
- Cedar Grove
- Crestview
- De Funiak Springs
- Destin
- Fort Walton Beach
- Gulf Breeze
- Lynn Haven

- Marianna
- Milton
- Niceville
- Panama City
- Panama City Beach
- Pensacola
- Quincy
- Springfield
- Tallahassee
- Valparaiso